# Aeropuerto Mayor Nancy Flores Páucar
El Aeropuerto Mayor Nancy Flores Páucar es un aeropuerto peruano ubicado en la  ciudad satélite de Mazamari-Satipo en el departamento de Junín. Sirve a la ciudad de Satipo. Antiguamente era llamado Aeropuerto Manuel Prado Ugarteche, siendo su nombre cambiado en homenaje a la policía Nancy Flores Páucar, asesinada por remanentes  senderistas.
Mazamari cuenta con un aeropuerto civil, asfaltado y administrado por la Corporación Peruana de Aviación Comercial (CORPAC), cuyas dimensiones son las siguientes: 1400 m de largo por 45 m de ancho, para despegue de aviones de carga y pasajeros solamente en servicio diurno porque no cuenta con servicio de balizaje.
En la actualidad los vuelos comerciales son esporádicos, generalmente a las ciudades de Atalaya, Pucallpa, Cuzco y vuelos militares de acción cívica.

## Aerolíneas y destinos

### Aerolíneas
| Aerolíneas              | Ciudades             | Aeronave        | Alianza |
| ----------------------- | -------------------- | --------------- | ------- |
| Atsa Airlines 1 destino | Nacionales: (1) Lima | Bombardier Q400 | N/A     |

### Destinos
| Ciudades por regiones         | Nombre del aeropuerto                 | Aerolíneas    | Aeronaves       | Frecuencias por semana |
| ----------------------------- | ------------------------------------- | ------------- | --------------- | ---------------------- |
| Lima (1 destino, 1 aerolínea) |                                       |               |                 |                        |
| Lima                          | Aeropuerto Internacional Jorge Chávez | Atsa Airlines | Bombardier Q400 | 2                      |